# Santa Rosalía de Camargo
Santa Rosalía de Camargo – miasto w Meksyku, w stanie Chihuahua.